# Peretu (gmina)
Peretu – gmina w Rumunii, w okręgu Teleorman. Obejmuje tylko jedną miejscowość Peretu. W 2011 roku liczyła 6329 mieszkańców. 